# 1,5-비스(다이페닐포스피노)펜테인
1,5-비스(다이페닐포스피노)펜테인(영어: 1,5-bis(diphenylphosphino)pentane)은 화학식이  C29H30P2인 유기 인 화합물이다. 1,5-비스(다이페닐포스피노)펜테인은 1,5-다이브로모펜테인을 수산화 세슘이 있는 상태에서 리튬 다이페닐포스파이드 또는 다이페닐포스핀과 반응시켜 제조할 수 있다. 1,5-비스(다이페닐포스피노)펜테인은 아이오딘화 구리(I)와 반응하여 발광성 이핵 복합체인 [CuIPh2P(CH2)5PPh2]2을 생성한다.

## 같이 보기
- 유기 인 화합물